# Совет профессиональных союзов северных стран
Совет профессиональных союзов северных стран (швед. Nordens Fackliga Samorganisation, фин. Pohjolan Ammatillinen Yhteisjärjestö, норв. Nordens Faglige Samorganisasjon) — международная организация, существующая с 1972 года.

## Коллективные члены
- Национальная организация профсоюзов Швеции (Landsorganisationen i Sverige);
- Центральная организация учёных Швеции (Sveriges akademikers centralorganisation);
- Центральная организация служащих Швеции (Tjänstemännens Centralorganisation);
- Центральная организация профсоюзов Финляндии (Suomen Ammattiliittojen Keskusjärjestö);
- Центральная организация служащих Финляндии (Tjänstemannacentralorganisationen);
- Национальная организация профсоюзов Норвегии (Landsorganisasjonen i Norge);
- Центральный союз организаций служащих Норвегии (Yrkesorganisasjonenes Sentralforbund);
- Главная организация преподавателей университетов и высших школ (Hovedorganisasjonen for universitets- og høyskoleutdannede);
- Главная организация профессиональных союзов Дании (Fagbevægelsens Hovedorganisation);
- Центральная организация учёных Дании (Akademikernes Centralorganisation);
- Национальная организация профсоюзов Исландии (Alþýðusamband Íslands);
- Объединение государственных и муниципальных служащих (Bandalag starfsmanna ríkis og bæja);
- Исландская конфедерация преподавателей высших школ;
- Организация профсоюзов Фарерских островов (Samtak);
- Организация профсоюзов Гренландских островов (Sulinermik Inuussutissarsiuteqartut Kattuffiat)[1].

## Руководство
Высший орган — съезд (Kongress), между конгрессами — правление (Styrelsen).